# Comarques gironines

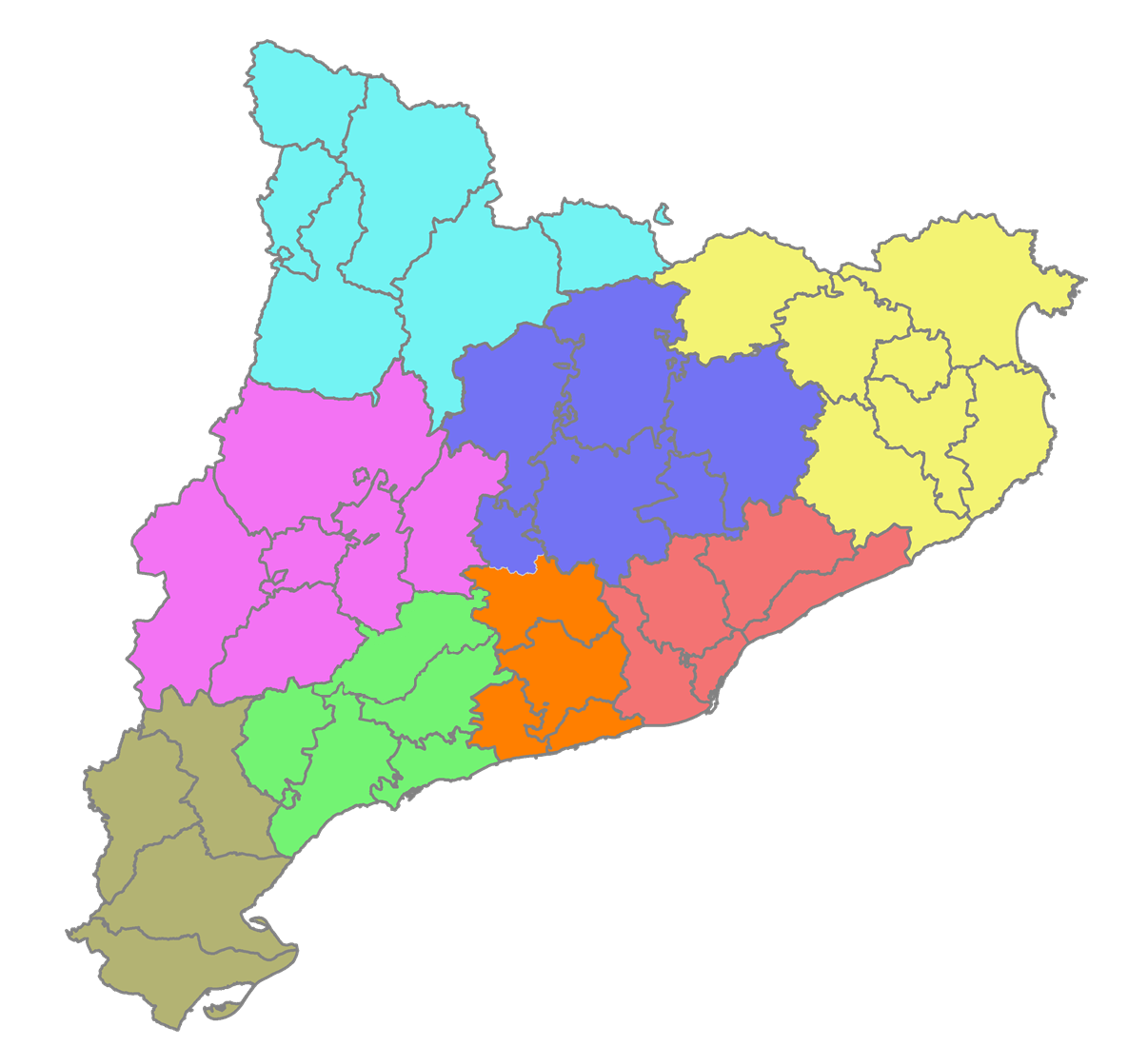
Mappa delle aree funzionali della Catalogna, con le comrche di girona in giallo

Le Comarques Gironines (le comarche di Girona in italiano) è una delle otto aree funzionali territoriali o vegueria della Generalitat de Catalunya definite nel Piano Territoriale Generale della Catalogna. Ha una superficie di 5558 km² e una popolazione di 761 690 abitanti.
Situato nell'estremo est della Catalogna e confinante col dipartimento dei Pirinei Orientali (Pirineus Orietals in catalano) conosciuto anche come la catalogna del nord, comprende le comarche attorno alla città di Girona: Gironès, Selva, Pla de l'Estany, Garrotxa, Ripollès, Alt Empordà e Baix Empordà. Talvolta il termine comarques gironines viene utilizzato anche per riferirsi alla provincia di Girona: l'unica differenza, infatti, è che la provincia di Girona comprende anche parte della regione della Baixa Cerdanya e anche i comuni di Espinelves, Vidrà e Viladrau, appartenenti alla contea di Osona.
Le città più importanti sono Girona, Figueres, Blanes e Lloret de Mar, seguite da Olot, Salt, Palafrugell, Sant Feliu de Guíxols, Roses, Palamós e Banyoles . L'economia è molto diversificata: agricoltura, allevamento, industria, servizi (amministrativi, turismo balneare, turismo culturale, logistica, ecc.

## Demografia
| Comarca         | Numero di abitanti |
| --------------- | ------------------ |
| Alt Empordà     | 141.517            |
| Baix Empordà    | 133.754            |
| Garrotxa        | 55.855             |
| Gironès         | 184.187            |
| Pla de l'Estany | 31.463             |
| Selva           | 173.518            |
| Ripollès        | 26.268             |